# Markleeville
Markleeville è un census-designated place degli Stati Uniti d'America, capoluogo della contea di Alpine, nello Stato della California.